# Ville de Paris (1764)
Ville de Paris – francuski trzypokładowy żaglowy okręt liniowy, który wszedł do służby w 1764. Okręt brał m.in. udział w wojnie o niepodległość Stanów Zjednoczonych. W 1782 został zdobyty przez Brytyjczyków.

## Historia
Budowę okrętu pod nazwą "Impétueux" rozpoczęto w 1757. W 1762 zmieniono jego imię na "Ville de Paris". Okręt wszedł do służby w 1764. W 1778 wraz z przystąpieniem Francji do wojny o niepodległość Stanów Zjednoczonych został jednostką flagową  admirała de Grasse i wziął udział w bitwie pod Ushant. Okręt który początkowo był uzbrojony w 90 dział został w tym czasie dozbrojony 14 działami. 
W kwietniu 1782 został zdobyty przez Brytyjczyków w bitwie pod Saintes. Zatonął w październiku tego roku w sztormie, podczas rejsu do Wielkiej Brytanii.